# Pierre Graber

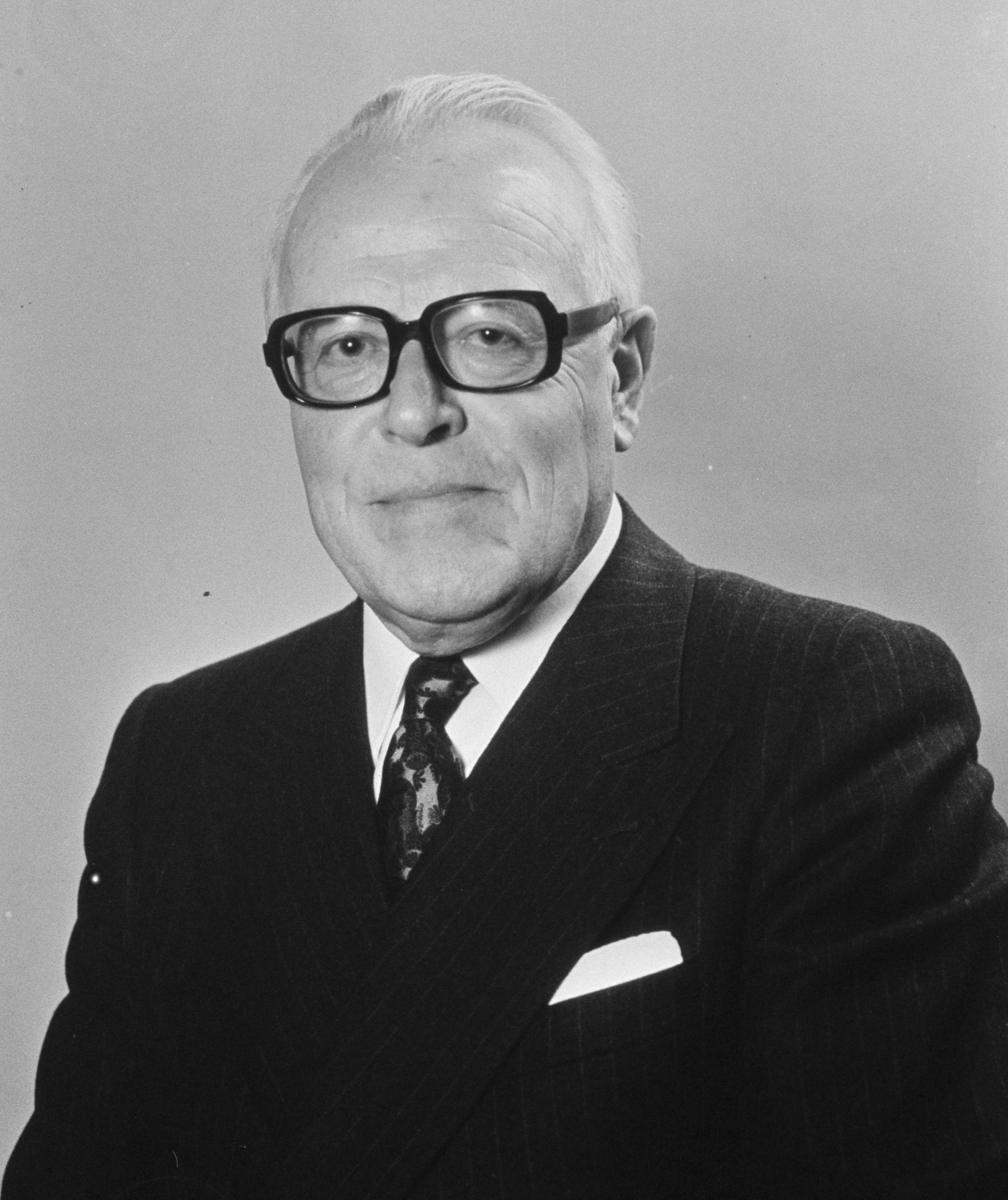
Pierre Graber (1971)

Pierre Graber (* 6. Dezember 1908 in La Chaux-de-Fonds; † 19. Juli 2003 in Lausanne; heimatberechtigt in La Chaux-de-Fonds und Langenbruck) war ein Schweizer Politiker (SP) aus dem Kanton Neuenburg. Als Mitglied des Bundesrates stand er während acht Jahren dem Politischen Departement vor und war damit für die schweizerische Aussenpolitik zuständig. Er bekleidete 1975 das Amt des Bundespräsidenten und unterzeichnete für die Schweiz die KSZE-Schlussakte von Helsinki.

## Werdegang

Pierre Graber (dritter von links) beim Bundesratsreisli 1972 mit seinen Bundesratskollegen

Pierre Grabers Vater Ernest-Paul Graber war Politiker der Sozialdemokratischen Partei (SP) und Publizist. Pierre Graber studierte Rechts-, Handels- und Verwaltungswissenschaften an der Universität Neuenburg und wurde 1933 Rechtsanwalt in Lausanne. Er gehörte der (SP) an. Er übte seinerzeit die folgenden politischen Mandate aus:
- 1934–1945: Gemeinderat (Legislative von Lausanne)
- 1937–1946: Kantonsrat
- 1946–1949: Stadtpräsident von Lausanne
- 1949–1962: städtischer Finanzdirektor
- 1962–1970: Staatsrat, Chef des kantonalen Finanzdepartementes
- 1942–1969: Nationalrat
- 1966: Nationalratspräsident

Er wurde am 10. Dezember 1969 in den Bundesrat gewählt und trat sein Amt am 1. Februar 1970 an. Während seiner Amtszeit stand er dem Politischen Departement vor. Graber war Bundespräsident im Jahre 1975 und Vizepräsident im Jahre 1974. Am 31. Januar 1978 trat er als Bundesrat zurück. 2003 starb er in Lausanne an Herzversagen.
Anfang 2016 wurde aufgrund von Recherchen der Neuen Zürcher Zeitung die Vermutung geäussert, dass Graber 1970 unter Vermittlung von Jean Ziegler mit der damals offen terroristisch agierenden Palästinensischen Befreiungsorganisation PLO ein geheimes Stillhalteabkommen – ohne Wissen seiner Bundesratskollegen – schloss: Die Schweiz sollte demnach von weiteren terroristischen Aktionen verschont bleiben, dafür unterstützte sie die PLO in ihrem Bemühen um diplomatische Anerkennung am Uno-Sitz in Genf. Kurz darauf verzichtete man aus unbekannten Gründen auf die Anklageerhebung gegen einen palästinensischen Verdächtigen des Anschlages auf den Swissair-Flug 330 mit 47 Toten. Diese Darstellung wiederum wird durch andere Zeitzeugen und Quellen in Zweifel gezogen. Eine Arbeitsgruppe der Bundesverwaltung fand keine Hinweise, welche die These eines Geheimabkommens bestätigt hätten.

## Auslandbesuche
| Jahr | Staat                        |
| ---- | ---------------------------- |
| 1970 | Demokratische Republik Kongo |
|      | Niederlande                  |
|      | Luxemburg                    |
|      | Frankreich                   |
| 1971 | Österreich                   |
|      | Belgien                      |
|      | Finnland                     |
| 1972 | Vereinigtes Königreich       |
|      | Frankreich                   |
|      | Schweden                     |
|      | Italien                      |
| 1973 | Ägypten                      |
|      | Österreich                   |
|      | Israel                       |
| 1974 | Volksrepublik China          |
|      | Sri Lanka                    |
|      | BR Deutschland               |
| 1975 | Österreich                   |
| 1976 | Tunesien                     |
|      | Spanien                      |
|      | Österreich                   |
|      | Griechenland                 |
| 1977 | Belgien                      |
|      | Frankreich                   |
|      | Schweden                     |
|      | Portugal                     |
|      | Spanien                      |

## Persönliches
Graber war drei Mal verheiratet: 1931 heiratete er Margarete Gawronsky, diese Ehe wurde 1936 geschieden; 1939 verheiratete er sich mit Lina Pierrette Meilland, die 1974 verstarb; in dritter Ehe war er ab 1977 vermählt mit Renée Noverraz (geb. Avilon).

## Werke
- Mémoires et réflexions. Editions 24 heures, Lausanne 1992, ISBN 2-8265-1096-7.